# Flash (fotografia)

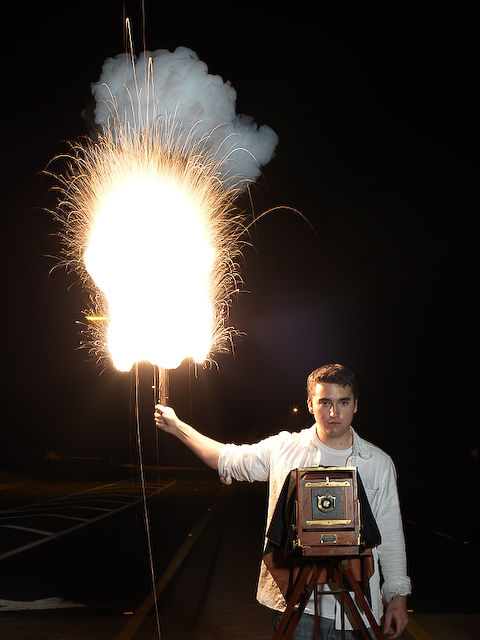
Demonstração de uma lâmpada de pó de magnésio de 1909

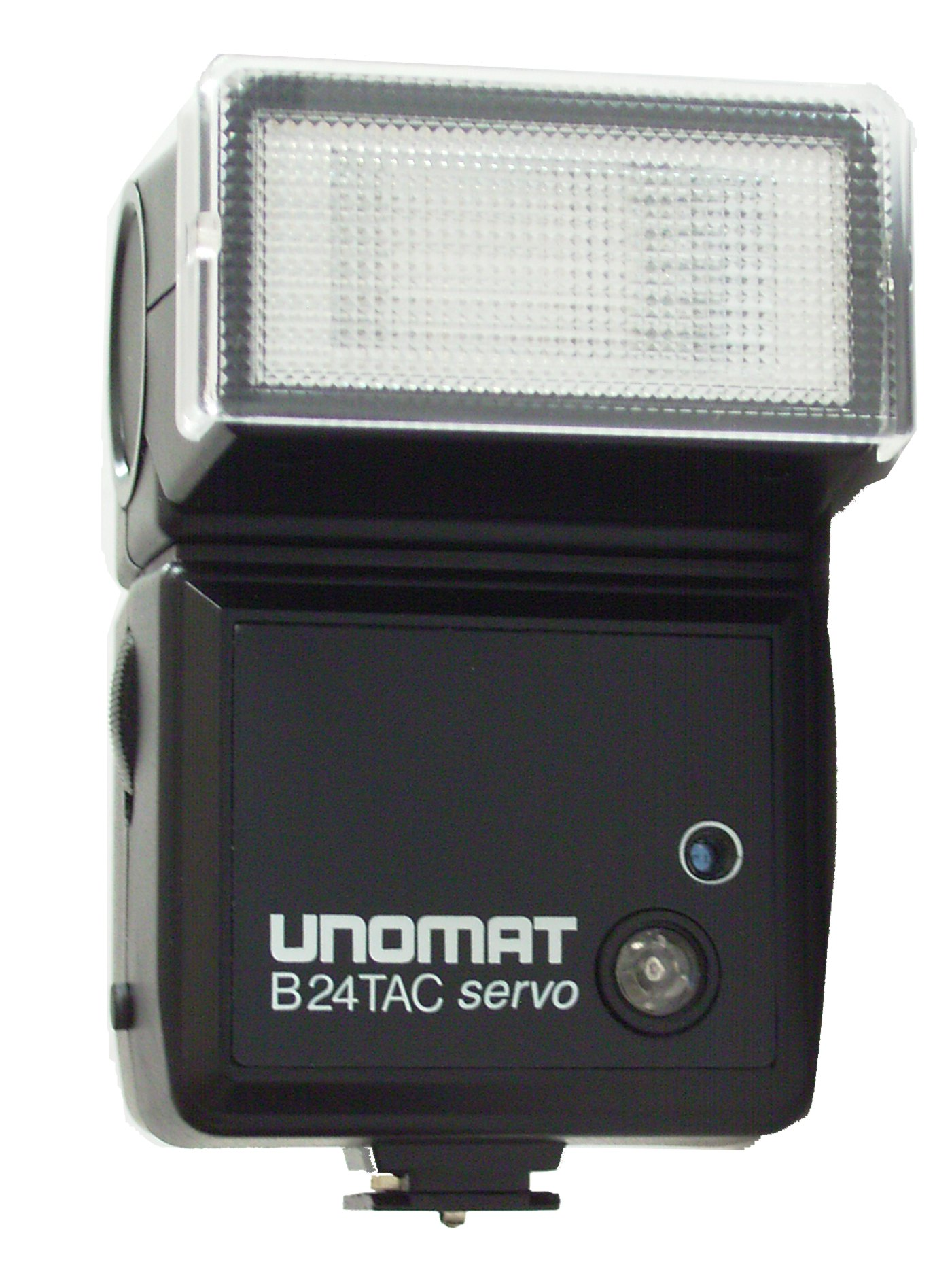
Exemplo de flash.

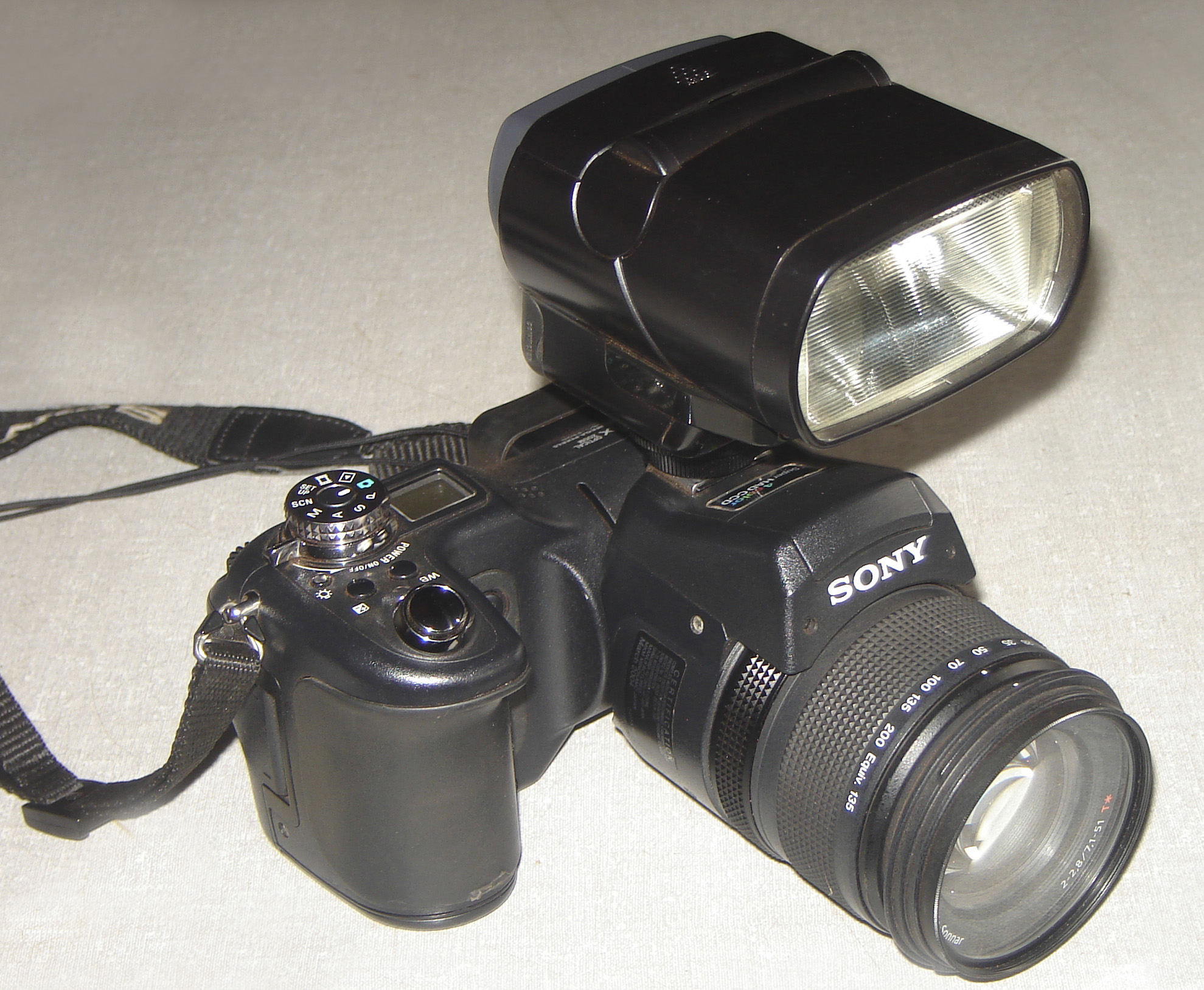
Câmera Sony F-828, com Flash Sony HVL-F32X.

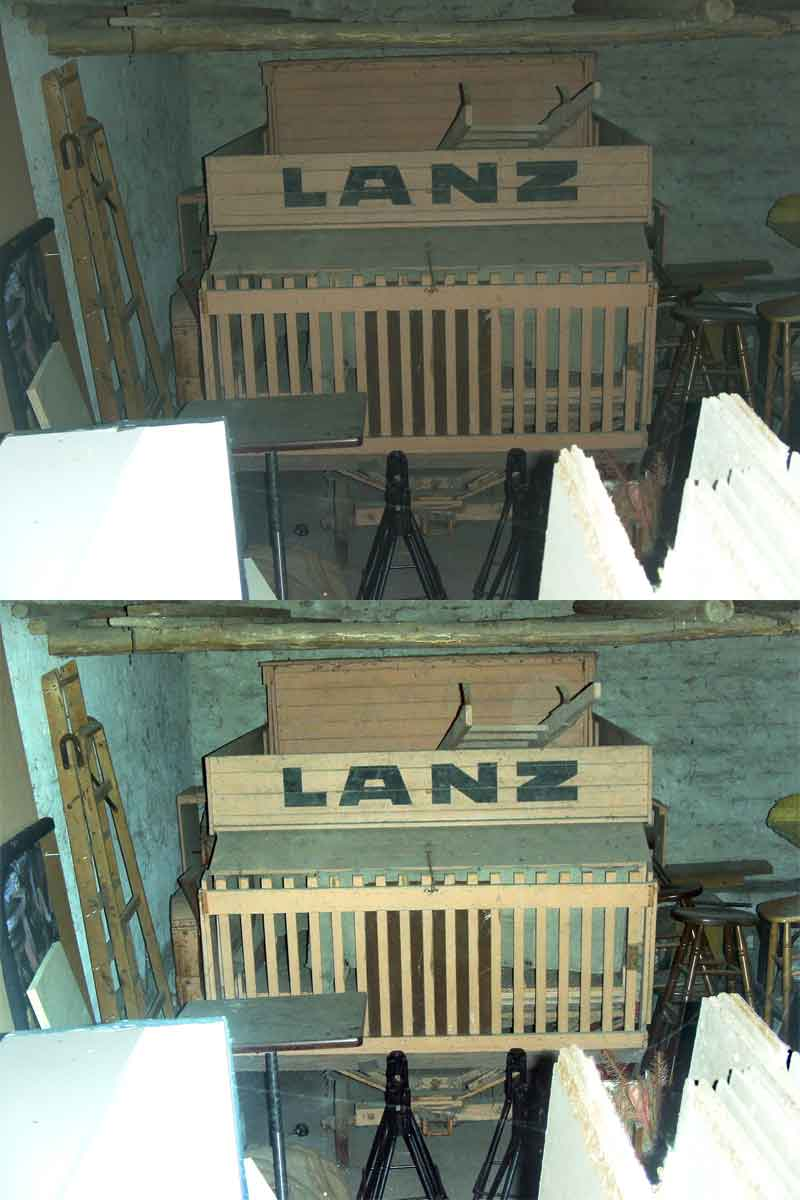
A imagem acima mostra uma foto com flash com um flash fraco. A imagem abaixo mostra uma foto com flash suficiente

Flash (também conhecido por Feixo e Flecha) é um aparelho utilizado em fotografia que dispara energia sob a forma de luz em simultâneo com a abertura do diafragma, e mediante a abertura do obturador . É usado em situações de pouca luz, de penumbra e de eclipses, mas mesmo com bastante luz, ao sol⁣, por exemplo, pode ser usado para o preenchimento de sombras muito fortes, evitando a saturação exagerada, chamada de fill flash.

## História
Nos primeiros flash eram utilizadas lâmpadas similares às incandescentes de hoje, com a diferença que o seu filamento era bem fino e muito longo que ao receber uma descarga elétrica se queimava. Ou seja, para cada foto era utilizada uma lâmpada. Observe em filmes anteriores a 1950 em que fotógrafos após a foto retiravam a lâmpada (normalmente de baioneta) para colocar uma nova providenciada no seu bolso do paletó — cena comum dos fotógrafos de jornais!
O flash eletrônico surgiu por volta de 1949.  Tinha o tamanho de uma mala, pesava quase 8 quilogramas e utilizava 5.000 volts de energia, por isso eram usados com cautela. Num período de mais ou menos 10 anos do seu surgimento usaram bobinas de ignição, acumuladores (baterias) para motocicletas e válvulas eletrônicas (tubos).
Neste período conseguiram produzir tubos que funcionavam com 300 ou 500 volts. Início dos anos 50, começaram a aparecer tubos (lâmpadas) em "U" ou circulares o que melhorou muito a eficiência. Em 1950 surgiu o "Sevoblitz" o primeiro flash com o refletor incluído. Ao surgirem as baterias de níquel-cádmio começaram a fabricar os primeiros "flash de bolso", o que reduziu em muito as dimensões, aliado ao aperfeiçoamento dos refletores.
Os flash tornaram-se tão populares que as próprias câmeras, principalmente as amadoras, já os tem incorporados, alimentados por uma ou duas pilhas AA, ou AAA, comuns, alcalinas ou recarregáveis.
Mais recentemente, com o surgimento ao consumo das câmeras digitais (segunda metade da década de 1990), os flash sempre estão incorporados. Nas câmeras profissionais é opção os flash TTLs, inteligentes que "conversam" com a câmera ajustando os seus disparos conforme os dados de abertura, velocidade, ISO, distância e outros. Tudo isso a velocidade de processamento de um chipe. Chegam a disparar mais de uma vez em uma única foto, primeiro para calcular a luminosidade, um possível segundo disparo (quando programado) para evitar o "olho vermelho" (quando a pupila do fotografado se "ajusta" a luminosidade) e o segundo ou terceiro disparo para iluminar a cena com vistas a imagem pretendida. Mesmo pequenos flash TTLs, possuem um "poder" de iluminação de 15 ou mais metros, enquanto os flash incorporados raramente ultrapassam a iluminação de 4 metros.
Comum também, em uso profissional, são as "tochas", são flash mais fortes isolados da câmera e disparados por sinais de rádios ou fotocélulas (hoje quase não usadas). É comum também em eventos, como casamentos, e onde é exigido mais iluminação, os profissionais utilizarem de dois ou mais flash, conduzidos por auxiliares (pessoas) e disparados simultaneamente pelo rádio incorporado na câmera e envia o sinal para esses flash.

## Número Guia
A capacidade de um flash é medida pelo chamado número guia, ou em inglês guide number, resultado do produto entre a distância entre a objetiva e o assunto fotografado, e a abertura necessária para correta exposição com o flash operando na sua potência plena.
Por exemplo, se um flash na sua potência total permite fotografar um objeto a 10 m com abertura 4.0, teremos: número guia = 4.0 × 10 = 40
Similarmente, o número guia pode ser calculado em pés, ao invés de metros.
Ao se aplicarem filtros ou modificadores de luz (ex.: gels, sombrinhas, colmeias, softboxes) o número guia da iluminação será diferente do apresentado pelo flash original (sem modificações).